# Rosentalbahn
A Sankt Veit an der Glan–Rosenbach-vasútvonal vagy más néven a Rosentalbahn egy normál nyomtávolságú, részben kétvágányú (St. Veit a. d. Glan–Klagenfurt és Rosenbach–Jesenice között), 62,8 km hosszúságú vasútvonal Sankt Veit an der Glan és Rosenbach között Ausztriában.